# Thozetella cubensis
Thozetella cubensis är en svampart som beskrevs av R.F. Castañeda & G.R.W. Arnold 1985. Thozetella cubensis ingår i släktet Thozetella och familjen Chaetosphaeriaceae.   Inga underarter finns listade i Catalogue of Life.